# Хмиель, Юрай
Юрай Хмиель (чеш. Juraj Chmiel; род. 16 августа 1960, Будапешт) — чешский государственный деятель, дипломат, африканист, посол в ряде стран, Министр по европейским делам Чешской Республики (2009—2010).
Учился в Братиславе, а затем окончил Карлов университет в Праге. С 1992 года — на дипломатической работе. Занимал ряд должностей в Министерстве иностранных дел Чешской Республики. Специалист по делам Африки.
С 1996 по 2003 год был послом Чехии в Нигерии, с 2008 по 2009 год — в Австралии. В 2009—2010 годах работал Министром по европейским делам Чешской Республики.
С сентября 2014 года по июнь 2019 года работал послом Чехии в Венгрии. С июня 2019 до 2023 года занимал пост посла в Словении.
В настоящее время работает в штаб-квартире МИД в Праге.